# Uperoleia arenicola
Uperoleia arenicola é uma espécie de anfíbio da família Myobatrachidae.
É endémica da Austrália.
Os seus habitats naturais são: campos de gramíneas subtropicais ou tropicais secos de baixa altitude e rios intermitentes.